# Minamoto no Noriyori
Minamoto no Noriyori (源範頼, 1156-1193) était un samouraï et un général des périodes Heian et Kamakura de l'histoire du Japon. Il était le neuvième fils de Minamoto no Yoshitomo et le demi-frère de Minamoto no Yoritomo et de Minamoto no Yoshitsune aux côtés de qui il se battit lors de la guerre de Gempei. Lui et ses deux demi-frères, tous trois encore enfants en 1160, ont été épargnés lors des massacres qui ont suivi la mort de leur père au cours de la rébellion de Heiji.

## Biographie
Après avoir été épargné et exilé par Taira no Kiyomori en 1160, il disparaît totalement des chroniques jusqu'en 1180, lorsqu'il rejoint son frère Yoritomo à Kamakura au début de la guerre de Gempei. À partir de 1184, quatre ans après le début de la guerre, il est envoyé au combat par Yoritomo, et se taille un chemin jusqu'aux forteresses Taira de Shikoku.
Après la rébellion de son cousin Minamoto no Yoshinaka, il participe, sous les ordres de Yoshitsune, aux combats contre lui[Qui ?], d'abord le 19 février 1184 à la seconde bataille d'Uji, puis le 21 à la bataille d'Awazu, où Yoshinaka trouve la mort. Il joue ensuite un rôle central dans la bataille d'Ichi-no-Tani contre les Taira le 18 mars. La guerre connaît une pause d'environ six mois, durant lesquels Noriyori retourne à Kyoto.
Noriyori est à nouveau envoyé en expédition, en octobre 1184, pour sécuriser par la terre les provinces de la région de Chūgoku, territoire Taira par excellence, avant de se rendre à Kyūshū. Le 8 octobre, il part avec des troupes fraîchement arrivées de l'est et, parvenu à Harima, il est informé d'activités des Taira dans le port de Kojima, où il remporte la victoire, les Taira s'enfuyant par la mer hors de portée de ses cavaliers.
Cependant, tentant de pousser plus loin, il rencontre des difficultés, confronté à un manque de ressources et au fait que la Mer intérieure est contrôlée par ses ennemis. En janvier 1185, il écrit à son frère à Kamakura, et se voit répondre que le ravitaillement est en chemin mais que les Taira surveillaient le pays, et que par conséquent toute livraison devait être faite avec précaution. Parvenu au détroit de Shimonoseki et toujours sans navires, Noriyori se retrouve bloqué. Il parvient finalement à se procurer du riz, d'autres ressources diverses, ainsi qu'une poignées de jonques de guerre auprès d'un magnat de la province de Suō. Il se rend alors sur Kyūshū, conformément aux plans, et reste là-bas, ne jouant aucun rôle dans la bataille navale décisive de Dan-no-ura.
Après la fin de la guerre de Gempei, Noriyori retourne à Kamakura, où il est récompensé de ses services par Yoritomo. Cependant, il y a bientôt des dissensions entre Yoritomo et Yoshitsune, ce dernier finissant par être déclaré hors-la-loi et prenant la fuite, et Yoritomo ordonne à Noriyori d'aller arrêter leur frère. Après avoir tenté en vain de dissuader Yoritomo, Noriyori décide de tout simplement de désobéir et d'ignorer l'ordre.
En mai 1193, alors que Yoritomo dirige une grande chasse sur le mont Fuji, il se produit un incident durant lequel deux frères appartenant au clan Soga tuent Suketune Kudo, un ennemi de leur père.
La rumeur se répand alors que Yoritomo aurait été tué, et alors que l'épouse de Yoritomo, Masako Hōjō, s'en inquiète, Noriyori lui assure que même en l'absence de Yoritomo, il serait toujours là pour elle et pour le clan. Lorsqu'ils lui sont rapportés, ces mots sèment le doute dans l'esprit de Yoritomo, et il exile son frère dans la province d'Izu. Là, il est bientôt attaqué et tué par des guerriers de Yoritomo.